# I Hear Your Heart
I Hear Your Heart är en låt framförd av Cosmos. Den är skriven av Reinis Sējāns, Andris Sējāns, Molly-Ann Leikin och Guntars Račs.
Låten var Lettlands bidrag i Eurovision Song Contest 2006 i Aten i Grekland. I finalen den 20 maj slutade den på sextonde plats med 30 poäng.